# Martyniškis (Jonava)

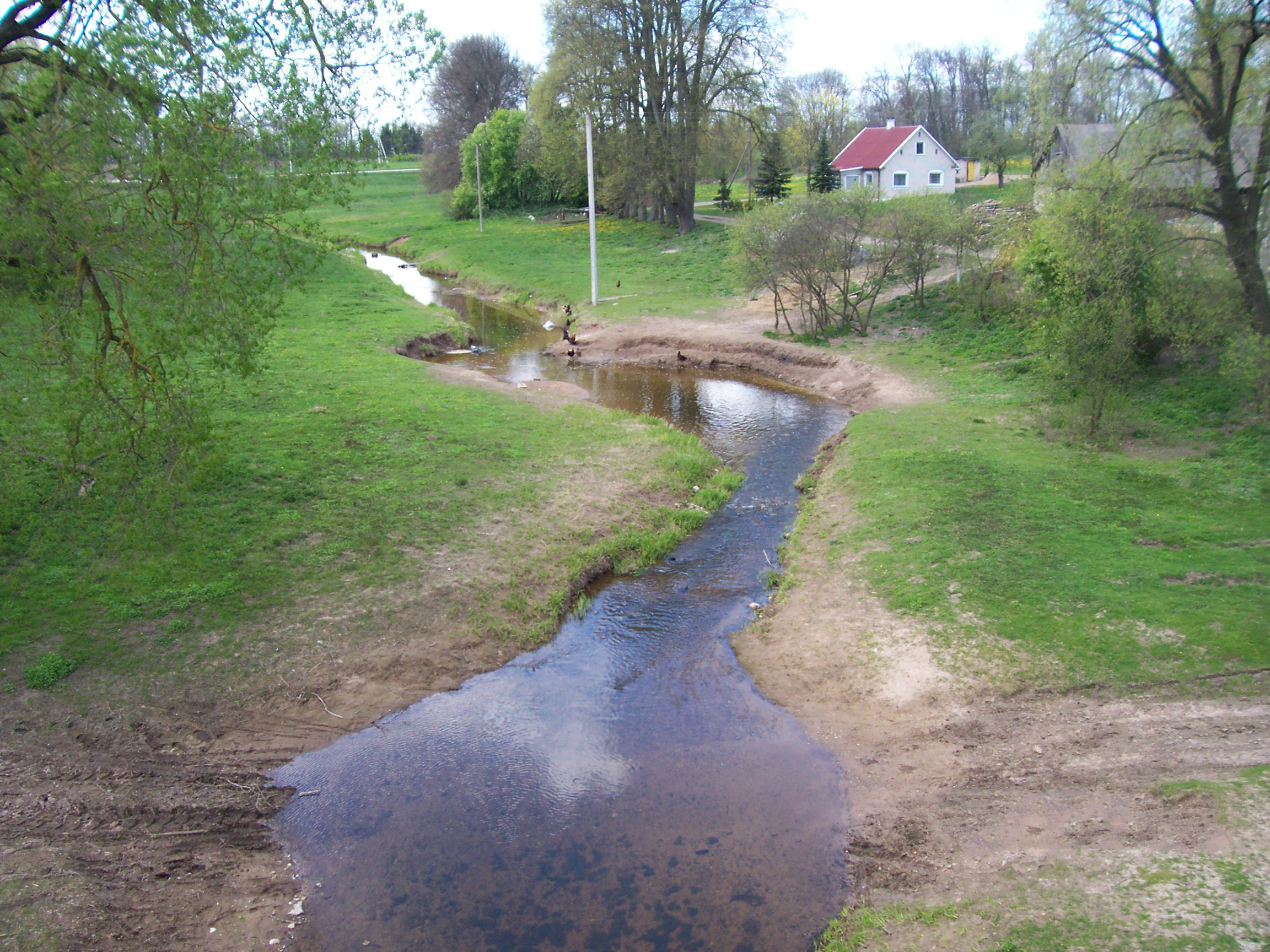
Lankesa bei Martyniškis

Martyniškis ist ein Dorf mit 35 Einwohnern (Stand 2011) in Litauen, in der Rajongemeinde Jonava, im Amtsbezirk Kulva, an der Fernstraße KK232 (Vilijampolė–Žeimiai–Šėta), hinter der Eisenbahnstraße. Unweit fließt die Lankesa, der linke Nebenfluss der Obelis (des linken Nebenflusses Nevėžis). Um 1654 gründete Stanislovas Kosakovskis († 1683) den Gutshof Martyniškis. Dieser wurde bis 1941 von der Familie Kossakowski, einem polnischen und litauischen Adelsgeschlecht in Polen-Litauen, verwaltet.